# Рыбаков, Александр Степанович (борец)
Александр Степанович Рыбаков (род. 4 октября 1919) — советский борец классического стиля, чемпион и бронзовый призёр чемпионатов СССР, мастер спорта СССР (1941). Увлёкся борьбой в 1936 году. Выступал в легчайшей, полулёгкой и лёгкой весовых категориях (до 56-67 кг). Участвовал в 8 чемпионатах СССР. Победитель Всемирных студенческих игр 1949 года.

## Спортивные результаты
- Чемпионат СССР по классической борьбе 1938 года — ;
- Чемпионат СССР по классической борьбе 1949 года — ;